# Ida Rhodes
Ida Rhodes (rus: Хадасса Ицковиц)  (Kàmianets-Podilski, 15 de maig de 1900 - Rockville, 1 de febrer de 1986) va ser una matemàtica estatunidenca que es va convertir en membre del grup de dones influents en el cor de l'incipient desenvolupament informàtic als Estats Units.

## Trajectòria
Va néixer en un poble jueu entre Nemyriv i Tulchyn a Ucraïna. Tenia 13 anys quan els seus pares, David i Bessie Sinkler Itzkowitz, la van portar als Estats Units on li van canviar el nom en arribar.
Se li va atorgar una beca en efectiu de l'Estat de Nova York i una beca de la Universitat Cornell on va començar a estudiar matemàtiques entre 1919 i 1923, només sis anys després d'arribar als Estats Units. Durant la seva estada a la universitat, va treballar com a auxiliar d'infermeria a l'Hospital de la Ciutat d'Ithaca. Va ser triada membre de les organitzacions honorífiques Phi Beta Kappa (1922) i Phi Kappa Phi (1923). Va rebre el seu Bachelor of Arts en matemàtiques al febrer de 1923 i el seu Màster al setembre del mateix any, graduant-se Phi Beta Kappa.
Rhodes va tenir la seva primera trobada amb el físic alemany Albert Einstein l'any 1922 i es van tornar a veure l'any 1936 a la Universitat de Princeton, on un grup de matemàtics va viatjar per passar el cap de setmana en seminaris informals. Més tard va estudiar a la Universitat de Colúmbia entre 1930 i 1931. Va ocupar nombrosos càrrecs relacionats amb els càlculs matemàtics abans d'unir-se al Mathematical Tables Project l'any 1940, on va treballar sota la direcció de la matemàtica Gertrude Blanch, a qui més tard acreditaria com la seva mentora.
Va ser pionera en l'anàlisi de sistemes de programació, i amb la programadora Betty Holberton va dissenyar el llenguatge de programació C-10 a principis dels anys 50 per la UNIVAC I. També va dissenyar l'ordinador original utilitzat per l'Administració de la Seguretat Social. Al 1949, el Departament de Comerç dels Estats Units li va atorgar una Medalla d'Or pel seu "lideratge pioner significatiu i contribucions destacades al progrés científic de la nació en el disseny funcional i l'aplicació d'equips de computació digital electrònica".
Tot i que es va jubilar l'any 1964, Rhodes va continuar sent consultora de la Divisió de Matemàtiques Aplicades de l'Institut Nacional d'Estàndards i Tecnologia (NBS per les seves sigles en anglès) fins a 1971. El seu treball es va fer molt més conegut després de la seva jubilació, ja que va aprofitar l'ocasió per viatjar per tot el món, donant conferències i mantenint correspondència internacional. Al 1976, el Departament de Comerç li va lliurar un altre Certificat d'Apreciació en el 25è Aniversari de l'UNIVAC I, i després, en la Conferència d'Informàtica de 1981, la va citar per tercera vegada com a "pionera de UNIVAC I". Va morir l'any 1986.
En un cas inusual d'un antic algorisme especialitzat encara en ús, i encara acreditat al desenvolupador original, Rhodes va ser responsable de l'algorisme de "Jewish Holiday" (vacances jueves) utilitzat als programes de calendari des de llavors. Mentre treballava en el NBS, també va realitzar treballs originals de traducció automàtica de llengües naturals.